# Toui à ailes variées
Brotogeris versicolurus
Espèce
Statut de conservation UICN

 LC  : Préoccupation mineure
Statut CITES
Le Toui à ailes variées (Brotogeris versicolurus) est une espèce d'oiseaux appartenant à la famille des Psittacidae.

## Description
Cet oiseau mesure environ 22 cm de longueur pour une envergure de 38 cm et une masse de 60 g. Il présente un plumage à dominante verte. Les rémiges primaires externes sont sombres, les internes et les secondaires sont blanches. Les rectrices médianes sont allongées tout comme le Touï tirica. Cet oiseau arbore une barre alaire jaune et blanche. Ses iris sont bruns et ses pattes orange. Son bec est jaunâtre.
Le jeune présente une barre alaire uniquement d'un jaune opaque.